# Idaea fuscomarginata
Idaea fuscomarginata là một loài bướm đêm trong họ Geometridae.